# Henry Vaughan Berry
Sir Henry Vaughan Berry (* 28. März 1891 in Madras, Britisch-Indien; † 27. Februar 1979 in Bath, Somerset) war ein britischer Bankmanager und Offizier. Von 1946 bis 1949 war er britischer Zivilgouverneur in Hamburg.

## Leben
Der Sohn eines leitenden Bankmanagers studierte Wirtschaftswissenschaften in Cambridge und trat 1913 in den Staatsdienst ein. Anlässlich des Ersten Weltkriegs trat er 1914 als Offizier in die British Army ein, diente in Frankreich und anschließend bis 1923 als Besatzungsoffizier im besetzten Rheinland. Er hatte zeitweise den temporären Rang eines Captain inne, erreichte 1922 den regulären Rang eines Lieutenant und blieb bis 1941 Reserveoffizier. Von 1925 bis zum Ausbruch des Zweiten Weltkriegs arbeitete Berry für eine Bank und wechselte dann erneut in den Staatsdienst. Nach Kriegsende wurde er im Mai 1946 zunächst Zivilgouverneur für die Provinz Westfalen. Als diese wenige Monate später im neugebildeten Land Nordrhein-Westfalen aufging, wechselte Berry als Nachfolger des bisherigen Stadtkommandanten Armytage nach Hamburg.
Nach der Unterzeichnung des Ruhrstatuts wurde Berry 1949 als britischer Vertreter in die Internationalen Ruhrbehörde nach Düsseldorf entsandt, sein Nachfolger in Hamburg wurde John Dunlop. Berry kehrte jedoch schon ein Jahr später nach Großbritannien zurück. Bis 1963 war er dort für die 1949 gegründete Iron and Steel Corporation of Great Britain tätig, die die britische Eisen- und Stahlindustrie kontrollierte.

## Auszeichnungen
Im Rahmen der Birthday Honours wurde er 1949 als Knight Bachelor geadelt, so dass er fortan das Prädikat Sir führte.
Die Universität Hamburg zeichnete ihn 1949 als Ehrensenator aus.